# Fasciolíase
A fasciolíase é uma parasitose causada pelo parasita platelminte Fasciola hepatica e por vezes também pelo Fasciola gigantica, que infectam animais herbívoros e pessoas que ingerem água ou plantas aquáticas, como o agrião, que estejam contaminados com cistos, os metacercárias.